# 施帕多夫
施帕多夫是德国巴伐利亚州的一个市镇。总面积3.22平方公里，总人口1951人，其中男性953人，女性998人（2011年12月31日），人口密度606人/平方公里。